# Evripidis Stylianidis

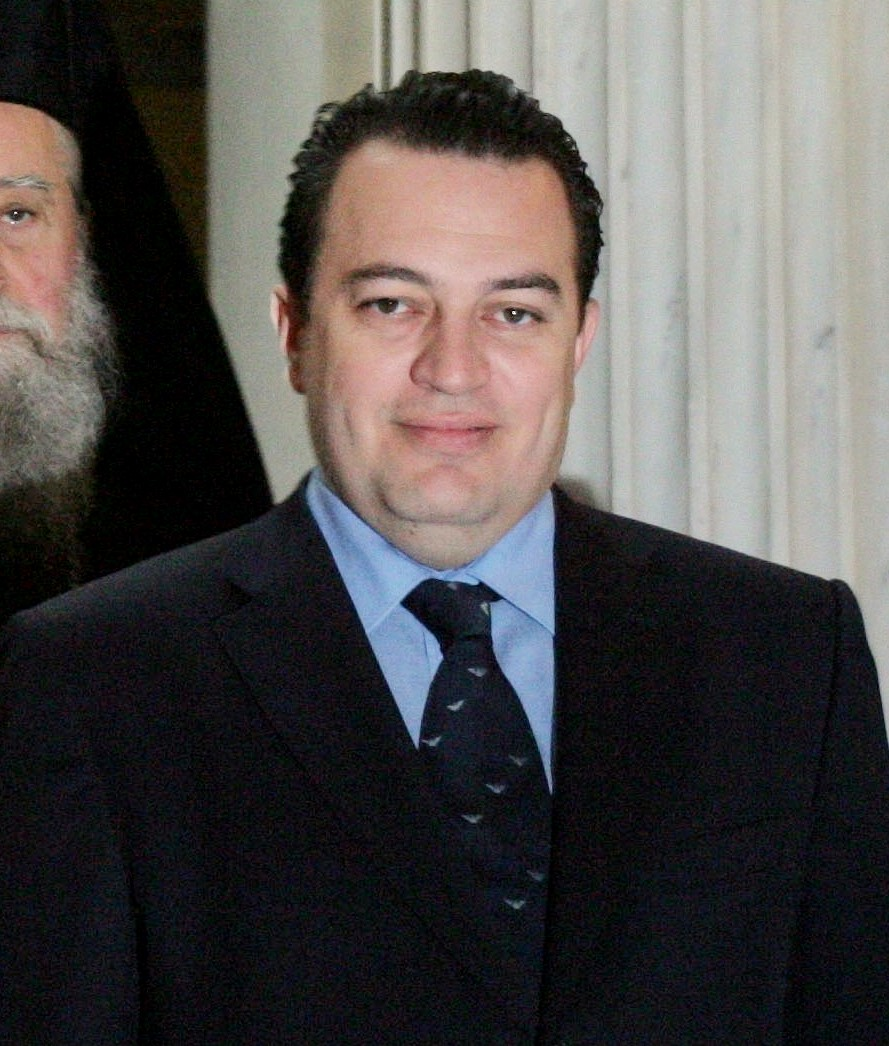
Evripidis Stylianidis (2010)

Evripidis Stylianidis (griechisch Ευριπίδης Στυλιανίδης, * 8. April 1966 in Maronia bei Komotini) ist ein griechischer Politiker der Partei Nea Dimokratia. Er war Minister für Bildung und Minister für Verkehr und Kommunikation in den Kabinetten von Kostas Karamanlis und Innenminister im Kabinett Samaras.

## Biografie
Stylianidis studierte Rechtswissenschaften von 1984 bis 1989 an der Demokrit-Universität Thrakien in Komotini und von 1991 bis 1994 an der Universität Hamburg; er promovierte im Verfassungsrecht. Neben dem Studium in Hamburg arbeitete er beim dortigen griechischen Generalkonsulat.
Nach seinem Wehrdienst 1994/95 war er Berater des Parteivorsitzenden der konservativen Nea Dimokratia in Fragen der Jugend und kulturellen Beziehungen. 1997 bis 1998 unterrichtete er öffentliches Recht an der Juristischen Fakultät der Universität Athen. 1997 bis 2000 war Stylianidis als Wissenschaftler am European Public Law Center (EPLC) tätig.

## Politische Laufbahn
Stylianidis wurde im Jahr 1994 als Kandidat der Nea Dimokratia für das Europäische Parlament nominiert.
Im Jahr 1996 kandidierte er für das griechische Parlament, jedoch konnte seine Partei in seinem Wahlkreis in den Rhodopen keinen Sitz erringen. Im Jahr 2000 wurde er zum Abgeordneten gewählt und 2004 wiedergewählt.
Er war Mitglied der Parlamentarischen Versammlung der NATO und Vizepräsident der Parlamentariergruppen Griechenland-Brasilien und Griechenland-Deutschland.

## Ministerposten
Am 19. September 2007 wurde Evripidis Stylianidis Bildungsminister in der Regierung von Kostas Karamanlis. Nach einer Regierungsumbildung wurde er im Januar 2009 Verkehrs- und Kommunikationsminister. Dieses Amt bekleidete er bis zur Wahlniederlage seiner Partei im Oktober 2009.
Vom 21. Juni 2012 bis 25. Juni 2014 war Stylianidis Innenminister in die Regierung Samaras.

## Auszeichnungen
- 2007: Großes Goldenes Ehrenzeichen am Bande für Verdienste um die Republik Österreich[2]